# Jogesh Pati
Jogesh C. Pati (1937, Baripada, Orissa, Índia) és un físic teòric estatunidenc d'origen indi.
Jogesh Pati va fer la carrera de físiques al Ravenshaw College, Universitat Utkal el 1955; va obtenir el màster a la Universitat de Delhi el 1957; i el doctorat a la Universitari de Maryland, College Park, el 1961.
És un professor emèrit a la Universitat de Maryland, sent membre del Centre de Física Fonamental de Maryland i del departament de física.
Pati ha fet contribucions pioneres a la idea de la unificació de les partícules elementals – quarks i leptons – i de les forces de gauge: interaccions feble, electromagnètica i forta. La seva formulació, en col·laboració amb el premi Nobel Abdus Salam, de la teoria de gauge original d'unificació de quarks i leptons, i la seva idea que les violacions dels nombres bariònics i leptònics (especialment els que es manifesten en la desintegració del protó), són probablement conseqüències d'aquesta unificació, constitueix un pilar de la física de partícules moderna. Els suggeriments de Pati i Salam (model de Pati-Salam) de la simetria de SU(4) de color, simetria esquerra-dreta, i de l'existència associada de neutrins dretans, proporcionen alguns dels ingredients crucials per a entendre les masses dels neutrins i les seves oscil·lacions.

## Premis
Pati va rebre la Medalla Dirac per les seves contribucions seminals a la "Recerca d'Unificació" l'any 2000 juntament amb Howard Georgi i Helen Quinn.
El 2013, Pati va rebre l'honor de Padma Bhushan, el 3r més alt premi civil del govern de l'Índia.